# Kammerspiele (Munich)
 (août 2020).
Ne pas confondre avec le Kammerspiel
Pour les articles homonymes, voir Kammerspiele.

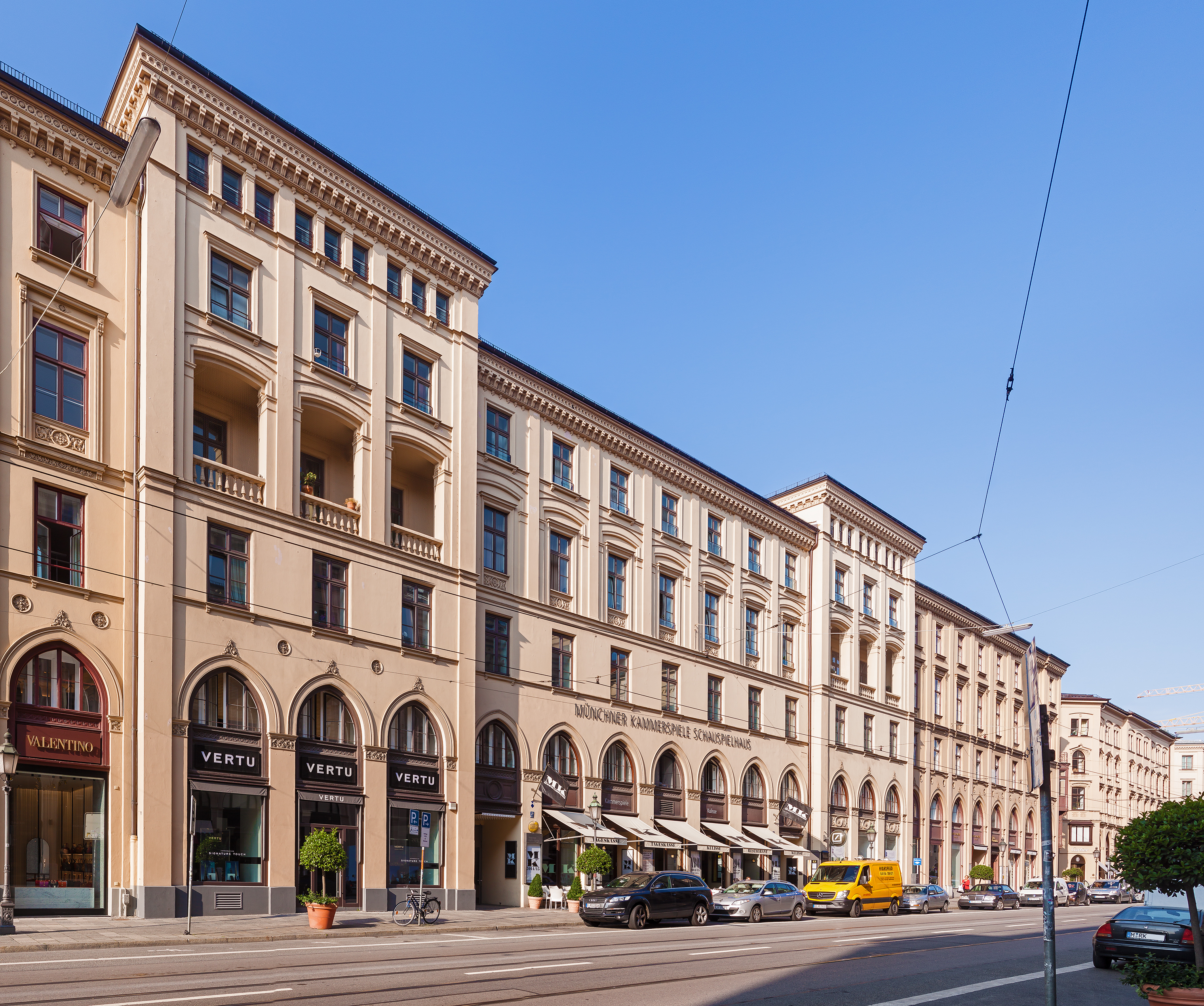
Le Kammerspiele en 2014.

Le Kammerspiele de Munich (en allemand Münchner Kammerspiele) est un théâtre bavarois fondé en 1911 par Erich Ziegel dans Augustenstrasse. C'est un théâtre germanophone majeur de notre époque. Depuis 1926 il se situe dans la Maximilianstrasse, dans un bâtiment Art nouveau construit en 1901 et aujourd'hui qualifié de Schauspielhaus. 

## Programmation
Le théâtre a entre autres été dirigé par Otto Falckenberg de 1917 aux années d'après-guerre et est devenu théâtre municipal en 1933. Une seconde scène, le Werkraum, fonctionne depuis 1961 ; enfin, la salle de répétition (Probebühne), ouverte en 2001, accueille désormais également des spectacles. Les trois salles sont situées à proximité l'une de l'autre.
De 1983 à 2001, les Kammerspiele ont été dirigés par le metteur en scène Dieter Dorn, qui en a fait une des scènes majeures du théâtre allemand. Le non-renouvellement de son contrat en 2001 fait scandale, même si Dorn reste à Munich et prend dès 2001 la direction de la principale scène concurrente, le Théâtre National de Bavière, situé à quelques centaines de mètres. La ville de Munich choisit pour lui succéder Frank Baumbauer, lui-même metteur en scène mais surtout ancien directeur des théâtres de Bâle puis de Hambourg : s'il met peu en scène lui-même, il défend des choix artistiques beaucoup plus modernes que ceux de Dorn et rencontre un grand succès auprès du public. C'est de lui-même qu'il décide de ne pas poursuivre ses activités en 2009 ; son successeur, après une année d'intérim, est un des metteurs en scène les plus présents pendant son mandat, le Néerlandais Johan Simons, qui ouvre sa première saison en octobre 2010 avec une adaptation du roman Hotel Savoy.